# Maria Cipriano
Maria Cipriano, född 18 december 1943, är en friidrottare från Brasilien. Hon deltog vid olympiska sommarspelen 1968.